# Piero Fornasetti
Piero Fornasetti (Milano, 10 novembre 1913 – Milano, 15 ottobre 1988) è stato un artista, designer e imprenditore italiano.

## Biografia
Nasce nel 1913 a Milano da una benestante famiglia della borghesia milanese, figlio di Pietro Fornasetti e Marta Munch.
Figura poliedrica della scena artistica italiana del XX secolo, Fornasetti è stato attivo come designer, decoratore, pittore, curatore e stampatore. Le sue opere - prodotte in serie ma in numero limitato - caratterizzano il suo eclettismo all'interno della cultura italiana del design.

Nell’arco della sua carriera artistica ha dato vita a oltre 13.000 creazioni, tra cui una vasta produzione di oggetti e mobili del XX secolo, soprattutto in termini di diversità dei decori. Il critico e collezionista d'arte Patrick Mauriès ebbe a dire: 
(Patrick Mauriès, Fornasetti. La follia pratica)
Negli anni Quaranta Fornasetti fonda a Milano l’atelier di design e arti decorative che porta il suo nome, Fornasetti, divenuto oggi, sotto la direzione artistica di suo figlio Barnaba Fornasetti, una realtà nota in tutto il mondo.
Decisivo per l’avvio dell’attività è l’incontro con Gio Ponti, che lo spinge a sviluppare la sua intuizione: produrre oggetti di uso quotidiano arricchiti da una decorazione che avrebbe portato l’arte nelle case di tutti. Nasce così l’atelier Fornasetti, esempio del principio della “follia pratica”, che si esprime in una creatività in sintonia con la praticità dell’oggetto. Porcellane, mobili e complementi d’arredo rappresentano, oggi come allora, il cuore della produzione di Fornasetti.
La scelta di lavorare con oggetti di uso comune non è casuale. Fornasetti cercava con costanza la riproducibilità in serie nelle sue opere, motivando questa scelta attraverso principi democratici, e tecnici del suo lavoro.
(Piero Fornasetti, Certi paraventi sono stati disegnati due volte)
Pur in questo clima di serialità, è centrale il tema delle "variazioni" nell'attività dell'artista, fino a raggiungere la massima importanza nella serie Tema e Variazioni. Si tratta delle opere ispirate dal volto di Lina Cavalieri, a lungo musa ispiratrice di Piero Fornasetti. Ad oggi esistono oltre quattrocento variazioni, ulteriormente espanse e portate avanti dall'opera dell'atelier Fornasetti.
L'opera di Fornasetti attraversa media diversi, dall'arredamento alle tele passando per arazzi e moda, articolandosi su superfici estremamente diverse ma mantenendo una cifra stilistica particolarmente coerente. Questo eclettismo ebbe ammiratori di origini altrettanto diverse: Pablo Neruda lo definiva mago de la magia preciosa y precisa, Bruno Munari invece affermava che Fornasetti si misura solo con il metro di Fornasetti, volendo affettuosamente sottolinearne l'unicità artistica.

### L'infanzia e la formazione
Piero Fornasetti nasce nel 1913 a Milano e trascorre l’infanzia nella palazzina costruita da suo padre Pietro, nel quartiere Città Studi, laddove a quel tempo la città finiva e cominciavano i campi.
Primogenito di una famiglia borghese, si trova a fare i conti con un futuro apparentemente già tracciato: suo padre, imprenditore, ha deciso che porterà avanti l’attività paterna curandone gli affari.
Contrariamente alle aspettative familiari, Piero mostra un’innata propensione artistica. Di questo periodo ebbe a dire:
Insieme alla inclinazione per il disegno, Fornasetti rivela molto presto anche il suo carattere duro e determinato , mostrandosi risoluto a perseguire la sua aspirazione. Nel 1932 si iscrive all’Accademia di Brera, ma viene espulso due anni più tardi per insubordinazione. Passa quindi alla Scuola Superiore d'Arti Applicate all'Industria del Castello Sforzesco, sempre a Milano, dove prosegue gli studi sotto la guida di Carlo Zocchi, Cristoforo De Amicis, Antonio Majocchi, artisti che proponevano una visione pittorica novecentista, in antitesi con i residui della Scapigliatura.

### Gli anni trenta: la stamperia d'arte

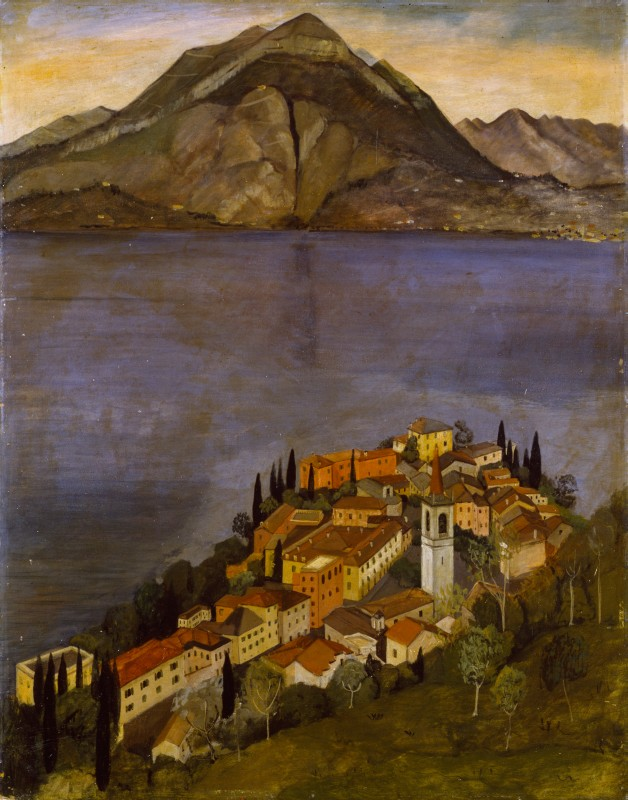
Varenna dal Castello di Vezio, Milano, Collezioni d'arte della Fondazione Cariplo.

Già dai primi anni trenta Piero inizia una fase di studio delle tecniche di incisione e stampa. Questa pratica costante lo porta a collaborare con diversi artisti dell’epoca, stampando per loro libri d’artista e litografie. Da Alberto Savinio a Fabrizio Clerici, passando per Giorgio de Chirico, Massimo Campigli, Lucio Fontana, Michele Cascella, Eugene Berman, Raffaele Carrieri e Carlo Bo: la Stamperia d’Arte Fornasetti diventa un riferimento per molti artisti della sua generazione. È stato il primo a stampare litografie di De Chirico a Milano in un tempo piuttosto remoto, scrive Raffaele Carrieri su Epoca nel 1978.
Attraverso la costante sperimentazione nell’ambito della stampa, Fornasetti riesce a ottenere singolari effetti grafici su dei foulard in seta. Nel 1940 ne propone una serie alla VII Triennale di Milano. La proposta gli vale l’attenzione di Gio Ponti, con cui a seguire nascerà una collaborazione creativa molto stretta. 
I due si troveranno in sintonia non soltanto sulla definizione e sull’importanza dell’ornamento, sul retaggio culturale che presuppone, ma anche sull’idea globale di architettura, sul rapporto tra l’uomo e il suo ambiente.

### Gli anni quaranta: la guerra e l'incontro con Gio Ponti

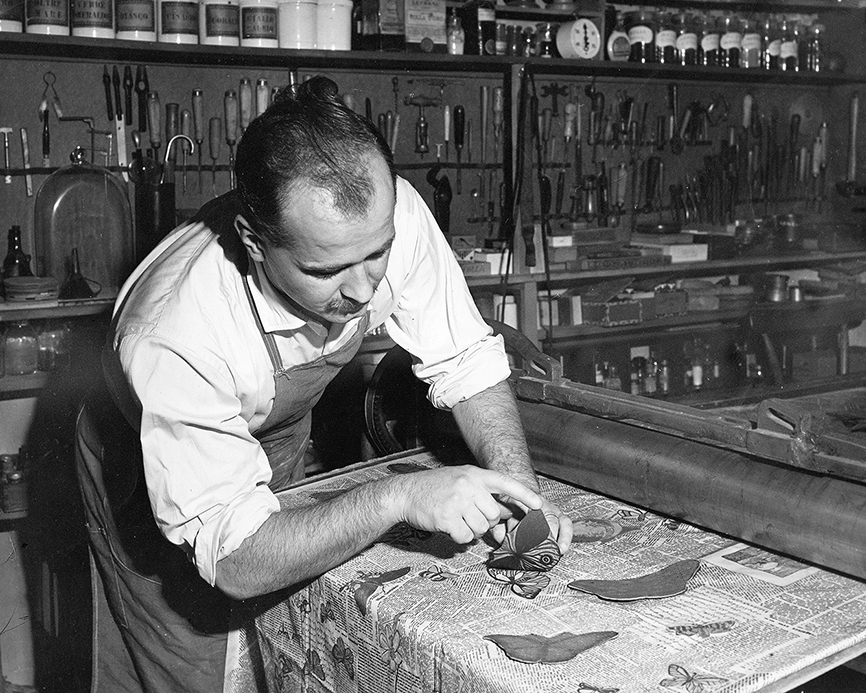
Fornasetti al lavoro nel suo atelier, Milano

Grazie all'esperienza acquisita e alla passione per la stampa, dagli anni Quaranta in poi Piero realizza una serie di opere grafiche a tiratura limitata. Calendari, strenne, immagini pubblicitarie, programmi di teatro, manifesti e copertine di riviste. Concetti editoriali progettati e realizzati su commissione o anche per diletto, che esprimono in varie forme la sua concezione di eleganza formale e la sua visione del mondo.
In questi anni produce (assieme a Filiberto Sbardella, Aligi Sassu, e altri) diversi bozzetti e disegni per la Scuola degli arazzi di Esino Lario. 
A partire dal 1939 inizia a pubblicare le proprie opere sulla rivista di design e architettura Domus, allora diretta da Gio Ponti.
Dal 1940 al '42 disegna i lunari su commissione di Gio Ponti stesso. I primi tre annuari - piccole pubblicazioni disegnate e stampate utilizzando temi inediti - che nascono come strenne natalizie, ispirano una più lunga serie che prende vita subito dopo la guerra e si conclude nel 1950.

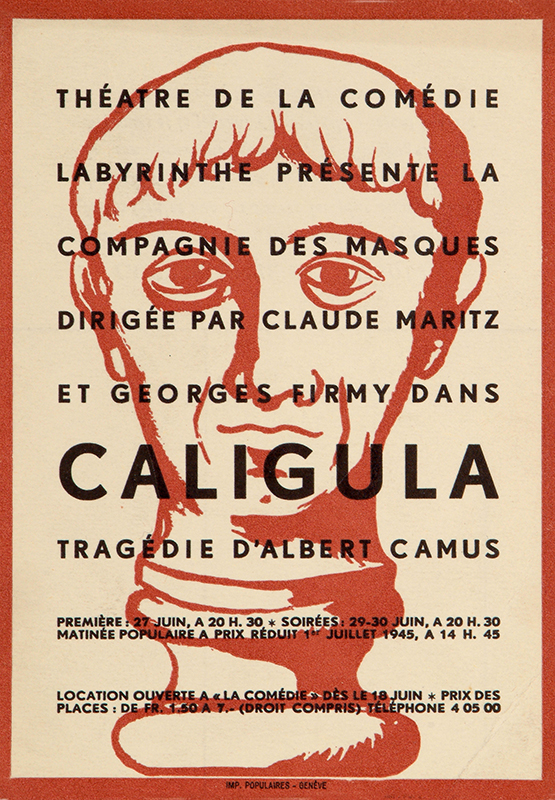
Manifesto della tragedia Caligola disegnato da Fornasetti

Su carta nascono le intuizioni, affiorano i temi, si definiscono i caratteri di soggetti diversi. All’origine del successo di Fornasetti, e dei suoi mobili e oggetti, c’è proprio quella produzione di immagini grafiche e disegni che ne rappresentano la cifra stilistica.
Chiamato alle armi con lo scoppio della guerra, Piero riesce inizialmente a rimanere a Milano facendosi affidare la decorazione della caserma di Sant’Ambrogio. In seguito, nel 1943, si rifugia in Svizzera, dove prosegue la sua ricerca artistica e realizza manifesti e litografie per eventi teatrali e riviste.
Questo periodo rappresenta per lui un’opportunità senza precedenti, durante cui realizza ritratti a olio, acquerelli, disegni a china, a inchiostro o a biro, dedicandosi all’investigazione del corpo umano, di cui farà tesoro per la produzione di arti grafiche decorative. Negli stessi anni realizza le scenografie e alcuni materiali promozionali del Caligola di Albert Camus diretto da Giorgio Strehler.

È questo il momento in cui anche il rapporto con Gio Ponti diventa più stretto. Il lavoro in sinergia, che, al rientro a Milano, produrrà concetti di interni e allestimenti, design e decorazione per case, appartamenti, cabine per navi o sale cinematografiche, sarà tanto felice da indurre Ponti a dichiarare infine: 
(Gio Ponti)

### Gli anni cinquanta: il Trumeau "Architettura" e la serie "Tema e Variazioni"
Con l’avvento degli anni cinquanta il duo creativo Ponti-Fornasetti può tradurre nella pratica il proprio punto di vista, un tipo di stile nella casa e nell’arredamento a lungo promulgato nella teoria. Quel metodo che contempla la specifica funzionalità dei locali e degli arredi, la semplicità e sincerità della forma e dei materiali, il culto di sole, aria, luce, l’unità di aspirazione per tutte le categoria sociali.

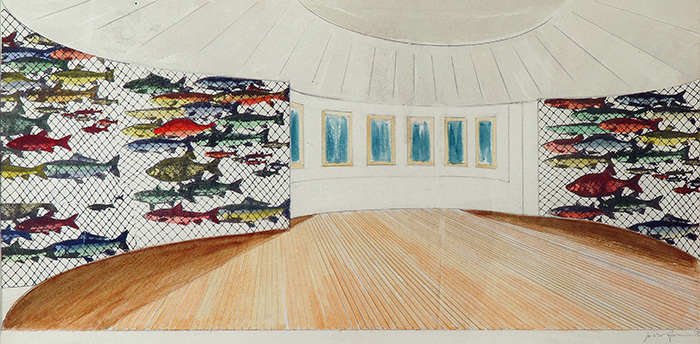
Disegno di Fornasetti per il transatlantico Andrea Doria, 1952

Agli inizi di quegli anni la coppia progetta e decora il trumeau “Architettura”, esposto alla IX Triennale del 1951 e aggiudicato poi nel 1998, in asta da Christie's alla cifra di quindicimila dollari. Un secondo esemplare originale del 1951 è attualmente esposto al Victoria and Albert Museum di Londra. Il trumeau “Architettura” vuole rappresentare l’interazione di moderno e antico, razionalismo e Rinascimento, architettura e arredamento, struttura e decorazione, e si è nel tempo trasformato in uno dei portavoce dell'opera di Fornasetti tra le due guerre e il boom economico.
Opponendo all'idea di locali inutilizzati e casa tradizionale gli alloggi ridimensionati dell’età moderna, i due arredano e decorano il Casinò di Sanremo (1950), un intero appartamento che diventa famoso come simbolo del loro stile, l'abitazione privata Casa Lucano (1951), le cabine e i locali di prima classe di transatlantici come l’Andrea Doria (1952).
Nel 1952 Piero comincia a lavorare su quella che poi diventerà la sua serie più famosa e iconica: “Tema e Variazioni”. Partendo da un ritratto di donna visto su una rivista di fine XIX secolo, inizia una ricerca rappresentativa che lo accompagna per tutta la vita. Si tratta del volto di Lina Cavalieri, cantante lirica vissuta a cavallo tra ‘800 e ‘900, nota all’epoca come la donna più bella del mondo. In quel periodo Lina Cavalieri rappresentava un archetipo di bellezza classica ed enigmatica che Fornasetti rielabora in più di 400 “variazioni”. Ammiccante, misterioso, stupito, seducente, con i baffi, gli occhiali, la corona o il passamontagna: il viso di Lina Cavalieri diventa col tempo l’emblema di Fornasetti e della sua arte. Nasce così la serie “Tema e Variazioni”, che continua oggi a essere riprodotta in nuove declinazioni dal figlio Barnaba Fornasetti su una serie di oggetti d’uso quotidiano, non solo porcellane, ma anche mobili e accessori.
La serie conquista un vasto pubblico di scrittori e intellettuali: Alberto Moravia dedica un testo alle infinite variazioni del volto di Lina Cavalieri, mentre Henry Miller sceglie nel 1971 uno dei decori della serie come copertina della sua autobiografia “My Life and Times”.
Nel 2016 le prime 100 illustrazioni dalla serie sono state raccolte in un volume di pregio, completamente realizzato a mano e in edizione limitata. Nell’arco dello stesso anno la serie fa il suo ingresso a teatro, divenendo parte delle scenografie del “Il dissoluto punito ossia il Don Giovanni”, l’opera lirica di Mozart presentata e prodotta da Fornasetti.
Negli stessi anni, parallelamente allo sviluppo della sua personale iconografia applicata ad oggetti di uso quotidiano, Fornasetti procede nella sua evoluzione artistica. Del 1958 è la “Stanza metafisica”, un’opera composta da trentadue ante, incernierate senza rotelle, atte a formare un ambiente congeniale alla meditazione, esempio precoce di installazione artistica, presentata per la prima volta alla mostra allestita al Tea Center di Londra.

### Gli anni sessanta e settanta: un nuovo clima culturale
Alla fine degli anni sessanta il clima culturale cambia. L'affermazione del razionalismo e della funzione sulla forma sembra lasciare poco spazio al concetto di decorazione. Fornasetti fatica così a rientrare nelle nuove logiche di mercato e di produzione industriale .
Le difficoltà incontrate in questo periodo raffreddano anche il rapporto con Ponti, che gli rimproverà di non riuscire a rinnovarsi.
In questo stesso periodo Piero arriva a configurare la dimensione concettuale del proprio approccio inaugurando negli anni Settanta lo spazio che rappresenta per lui un mezzo per dare continuità alla sua opera con altri strumenti. Nel 1970 dirige infatti, assieme a un gruppo d'amici, la Galleria dei Bibliofili, dove espone sia la sua produzione che quella di artisti contemporanei.
Piero riprende a disegnare. Le figure, le teste, i volti, i corpi di bottiglie o di frutti restano a testimonianza della sua nuova stagione pittorica, senza disdegnare le composizioni astratte che evidenziano una fascinazione per strati, interazioni di colore e tecniche diverse.

### Gli anni ottanta: la riscoperta e la galleria londinese "Themes and Variations"
Nel 1984 apre la galleria “Themes & Variations” a Londra, su iniziativa di Liliane Fawcett e Giuliana Medda, che fa rivivere l'interesse per i propri lavori anche all'estero dove era già conosciuto. L’opera di Fornasetti comincia a essere riscoperta al di là della contrapposizione ideologica tra forma/funzione e ornamento/utilità e nel 1987 Piero collabora con Patrick Mauriés alla realizzazione della prima monografia sul suo lavoro, accompagnata da un’introduzione di Ettore Sottsass. Il libro è poi pubblicato postumo – Piero Fornasetti muore nel 1988 nel corso di un piccolo intervento ospedaliero.
Dopo la morte di Piero, nell'ottobre del 1988, il figlio Barnaba Fornasetti continua parte dell'attività del padre.
«Credo che Fornasetti un giorno, quando era giovane, abbia avuto una visione allucinante. Non so se era di giorno o era di notte, ma deve aver visto, tutto a un tratto, tutto il mondo, tutti i depositi di figure e memorie, che saltava per aria (…). Sembra abbia pensato che se per terra non gli restava a disposizione che uno spessore di detriti, di roba rotta e se quello doveva essere il pavimento su cui camminare, se doveva camminare sul terreno soffice di una specie di discarica informe, di frammenti, di brani, di segni senza collocazione, lui, Fornasetti (…) l’avrebbe rifatto lui, il mondo. (…) Credo che per Fornasetti le cose siano andate un po’ così, che, per lui, quell’insieme di persone, animali, sassi, montagne, alberi, cieli, piogge, monumenti, cimiteri, oggetti vari, che nella nostra testa è un’organizzazione che chiamiamo mondo, sia veramente saltato per aria. (…) In possesso di questo immenso bagaglio di figure e pezzi di metafore ben scelte, rigorosamente controllate e riorganizzate, Fornasetti comincia a (..) disegnare alla fine questa sua grande, vasta, poetica, infinita nuova metafora.»

— Ettore Sottsass, in Patrick Mauriès, “Fornasetti. La follia pratica”, Thames and Hudson Ltd, 1991

## Lo stile Fornasetti
(Piero Fornasetti, "Certi paraventi sono stati disegnati due volte")
Seguendo la riscoperta della classicità italiana portata avanti dal movimento pittorico del Novecento, a lui coevo, l'opera di Fornasetti fu ispirata da un lato da Piero della Francesca, Giotto, le pitture pompeiane, gli affreschi rinascimentali e dall’altro dalla pittura metafisica. L'unione di questi due mondi avviene in Fornasetti attraverso il virtuosismo che ha contraddistinto la sua attività artistica.
Lo stile di Fornasetti è carico di teatralità, un invito alla fantasia, che cerca di spingere chi osserva, ma anche chi utilizza le sue opere, a viaggiare con il pensiero.
In questo senso fu ispirato dalle parole di Curzio Malaparte, conosciuto tramite Giò Ponti, che citava dicendo: "L'importante è viaggiare, muoversi, conoscere gente, vedere cose, ma soprattutto farlo senza un programma definito... l'importante non è saper creare, inventare, scrivere, ma saper dedurre, cioè saper ricavare da una cosa, una cosa qualunque, una moltitudine d'altre... In fondo non s'inventa nulla, si deduce soltanto".
Il mezzo della grafica rappresenta per lui quasi un blocco note, utile a non dimenticare una suggestione. Suggestioni che di solito nascevano o dalla contrapposizione casuale di due ordini di realtà contraddittori, oppure da riflessioni sul surrealismo e sulla pittura metafisica di Giorgio de Chirico.
Nonostante il successo di mobili e ceramiche create a partire dagli anni '50, era proprio nel disegno che Fornasetti riteneva infatti di riuscire ad avere una portata innovativa. Il tratto tipico dell'autore è figlio del suo tempo, e segue il movimento naturale della mano, fissando con semplicità l'idea, con immediatezza. Questa concezione è da ricollegare all'influsso del periodo ingresiano di Picasso.
Per Fornasetti il retaggio della grande tradizione italiana stava proprio nel disegno, nella pratica quotidiana dello schizzo e della copia. Il rigore, l'essenzialità del tratto erano l'antidoto fondamentale contro il narcisismo di fine '800 che lui detestava. Il design degli oggetti rappresenta quindi solo una tappa del suo percorso all'interno del disegno.

## Opere (parziale)
Come già detto, l'opera di Fornasetti è stata particolarmente prolifica, componendosi di decina di migliaia di produzioni. Qui di seguito si vuole offrire solo un breve elenco.
- Mobile in vetro curvato, disegnato da Gio Ponti e prodotto da Fontana Arte, 1939-40
- All’insegna delle dodici mani, su commissione di Gio Ponti, 1940
- Almanacco per il 1941, su commissione di Gio Ponti, 1941
- Il lunario del Sole, su commissione di Gio Ponti, 1942
- Affreschi di Palazzo del Bo, Padova, 1942
- Motivi decorativi commissionati da Gio Ponti, VIII Triennale di Milano, Milano, 1947
- Interni del casinò di Sanremo 1950
- Sedia e scrivania Farfalle, decorate su design di Gio Ponti, 1950, Vitra Design Museum
- Interni della pasticceria "Dulciora" di Milano, 1950
- Sedia laccata Sole, 1950. La sedia, con una forma molto geometrica e stilizzata, è disponibile in una sola colorazione: gialla in forte contrasto con le gambe di colore nero
- Comò Leopardo e Comò Palladiana, primi anni '50
- Interni di "Casa Lucano", 1951, tra i primi esempi di arredamento d'interni completi
- Trumeau Architettura, disegnato con Gio Ponti, 1951, Victoria & Albert Museum
- Il pranzo in piedi, 1951, Triennale Design Museum
- Interni del transatlantico "Andrea Doria", 1952
- Interni del transatlantico Conte Grande.
- Serie di piatti Tema e Variazioni, 1952-1953
- Set di piatti Adamo ed Eva, 1954, Houston Museum of Fine Arts, Houston
- "Stanza Metafisica", 1958